# Csaták listája a 2022-es Ukrajna elleni orosz invázió alatt

Az orosz invázió helyzete

Ez a szócikk a csaták listája a 2022-es Ukrajna elleni orosz invázió alatt. A csaták offenzívák szerint vannak szétválogatva, amely offenzívák nagyobb területekre vonatkozó katonai hadműveletek. A csaták általában intenzív harcokat jelentenek egy-egy területen.

## Csaták
| Név                                    | Terület         | Kezdés               | Befejezés            | Offenzíva           | Csata eredménye                           |
| -------------------------------------- | --------------- | -------------------- | -------------------- | ------------------- | ----------------------------------------- |
| Avdijivkai csata                       | Doneck          | 2022. február 21.    | 2024.február 17.     | Kelet-ukrajnai      | Orosz győzelem                            |
| Hluhivi csata                          | Szumi           | 2022. február 24.    | 2022. március 17.    | Északkelet-ukrajnai | Orosz győzelem és az azt követő kivonulás |
| Romni csata                            | Szumi           | 2022. február 24.    | 2022. április 4.     | Északkelet-ukrajnai | Ukrán győzelem                            |
| Kígyó-szigeti csata                    | Odessza         | 2022. február 24.    | 2022. február 25.    | Dél-ukrajnai        | Orosz győzelem és az azt követő kivonulás |
| Hosztomeli repülőtéri csata            | Kijev           | 2022. február 24.    | 2022. február 25.    | Kijevi              | Orosz győzelem és az azt követő kivonulás |
| Csernobili csata                       | Kijev           | 2022. február 24.    | 2022. február 24.    | Kijevi              | Orosz győzelem és az azt követő kivonulás |
| Harkivi csata                          | Harkiv          | 2022. február 24.    | 2022. május 14.      | Kelet-ukrajnai      | Ukrán győzelem                            |
| Herszoni csata                         | Herszon         | 2022. február 24.    | 2022. március 2.     | Dél-ukrajnai        | Orosz győzelem és az azt követő kivonulás |
| Konotopi csata                         | Szumi           | 2022. február 24.    | 2022. február 25.    | Északkelet-ukrajnai | Orosz győzelem és az azt követő kivonulás |
| Ohtirkai csata                         | Szumi           | 2022. február 24.    | 2022. március 26.    | Északkelet-ukrajnai | Ukrán győzelem                            |
| Szumi csata                            | Szumi           | 2022. február 24.    | 2022. április 4.     | Északkelet-ukrajnai | Ukrán győzelem                            |
| Trosztjaneci csata                     | Szumi           | 2022. február 24.    | 2022. március 26.    | Északkelet-ukrajnai | Ukrán győzelem                            |
| Csernyihivi csata                      | Csernyihiv      | 2022. február 24.    | 2022. április 4.     | Északkelet-ukrajnai | Ukrán győzelem                            |
| Mariupoli csata                        | Doneck          | 2022. február 24.    | 2022. május 20.      | Kelet-ukrajnai      | Orosz győzelem                            |
| Ivankivi csata                         | Kijev           | 2022. február 25.    | 2022. február 27.    | Kijevi              | Orosz győzelem és az azt követő kivonulás |
| Kijevi csata                           | Kijev (főváros) | 2022. február 25.    | 2022. március 31.    | Kijevi              | Ukrán győzelem                            |
| Hosztomeli csata                       | Kijev           | 2022. február 25.    | 2022. április 1.     | Kijevi              | Ukrán győzelem                            |
| Melitopoli csata                       | Zaporizzsja     | 2022. február 25.    | 2022. március 1.     | Dél-ukrajnai        | Orosz győzelem                            |
| Volnovakhai csata                      | Doneck          | 2022. február 25.    | 2022. március 12.    | Kelet-ukrajnai      | Orosz győzelem                            |
| Lebedini csata                         | Szumi           | 2022. február 26.    | 2022. április 4.     | Északkelet-ukrajnai | Ukrán győzelem                            |
| Mikolajivi csata                       | Mikolajivi      | 2022. február 26.    | 2022. április 8.     | Dél-ukrajnai        | Ukrán győzelem                            |
| Vaszilkivi csata                       | Kijev           | 2022. február 26.    | 2022. február 26.    | Kijevi              | Ukrán győzelem                            |
| Bucsai csata                           | Kijev           | 2022. február 27.    | 2022. március 31.    | Kijevi              | Ukrán győzelem                            |
| Irpinyi csata                          | Kijev           | 2022. február 26.    | 2022. március 28.    | Kijevi              | Ukrán győzelem                            |
| Makarivi csata                         | Kijev           | 2022. február 27.    | 2022. március 25.    | Kijevi              | Ukrán győzelem                            |
| Enerhodari csata                       | Zaporizzsja     | 2022. február 28.    | 2022. március 4.     | Dél-ukrajnai        | Orosz győzelem                            |
| Első vozneszenszki csata               | Mikolajivi      | 2022. március 2.     | 2022. március 3.     | Dél-ukrajnai        | Ukrán győzelem                            |
| Izjumi csata                           | Harkiv          | 2022. március 3.     | 2022. április 1.     | Kelet-ukrajnai      | Orosz győzelem                            |
| Második vozneszenszki csata            | Mikolajivi      | 2022. március 9.     | 2022. március 13.    | Dél-ukrajnai        | Ukrán győzelem                            |
| Brovari csata                          | Kijev           | 2022. március 9.     | 2022. április 1.     | Kijevi              | Ukrán győzelem                            |
| Rubizsne-i csata                       | Luhanszk        | 2022. március 15.    | 2022. március 12.    | Kelet-ukrajnai      | Orosz győzelem                            |
| Marjinkai csata                        | Doneck          | 2022. március 17.    | 2023.december 25.    | Kelet-ukrajnai      | Orosz győzelem                            |
| Szlavuticsi csata                      | Kijev           | 2022. március 18.    | 2022. március 27.    | Kijevi              | Orosz győzelem és az azt követő kivonulás |
| Popasnajai csata                       | Luhanszk        | 2022. március 18.    | 2022. május 7.       | Kelet-ukrajnai      | Orosz győzelem                            |
| Első dovhenjke-i csata                 | Harkiv          | 2022. április 11.    | 2022. június 11.     | Kelet-ukrajnai      | Orosz győzelem                            |
| Kreminai csata                         | Luhanszk        | 2022. április 18.    | 2022. április 19.    | Kelet-ukrajnai      | Orosz győzelem                            |
| Szerebrjanykai csata                   | Luhanszk        | 2022. május 5.       | 2022. május 13.      | Kelet-ukrajnai      | Ukrán győzelem                            |
| Szjevjerodonecki csata                 | Luhanszk        | 2022. május 6.       | 2022. június 25.     | Kelet-ukrajnai      | Orosz győzelem                            |
| Toskivkai csata                        | Luhanszk        | 2022. május 10.      | 2022. június 21.     | Kelet-ukrajnai      | Orosz győzelem                            |
| Első limani csata                      | Doneck          | 2022. május 23.      | 2022. május 27.      | Kelet-ukrajnai      | Orosz győzelem                            |
| Davidiv Brid-i csata                   | Herszon         | 2022. május 27.      | 2022. június 16.     | Dél-ukrajnai        | Orosz győzelem                            |
| Szvjatohirszki csata                   | Doneck          | 2022. május 30.      | 2022. június 8.      | Kelet-ukrajnai      | Orosz győzelem                            |
| Bohorodicsne és a Krasznopilljai csata | Doneck          | 2022. június 7.      | 2022. szeptember 10. | Kelet-ukrajnai      | Ukrán győzelem                            |
| Liszicsanszki csata                    | Luhanszk        | 2022. június 25.     | 2022. július 3.      | Kelet-ukrajnai      | Orosz győzelem                            |
| Sziverszki csata                       | Doneck          | 2022. július 3.      | 2022. szeptember 9.  | Kelet-ukrajnai      | Ukrán győzelem                            |
| Piszki csata                           | Doneck          | 2022. július 28.     | 2022. augusztus 24.  | Kelet-ukrajnai      | Orosz győzelem                            |
| Bahmuti csata                          | Doneck          | 2022. augusztus 1.   | 2023. május 20.      | Kelet-ukrajnai      | Orosz győzelem                            |
| Szoledari csata                        | Doneck          | 2022. augusztus 3.   | 2023. január 16.     | Kelet-ukrajnai      | Orosz győzelem                            |
| Második dovhenjke-i csata              | Harkiv          | 2022. augusztus 5.   | 2022. szeptember 6.  | Kelet-ukrajnai      | Ukrán győzelem                            |
| Herszoni ellentámadás                  | Herszon         | 2022. augusztus 29.  | 2022. november 11.   | Dél-ukrajnai        | Ukrán győzelem                            |
| Keleti ellentámadás                    | Harkiv, Doneck  | 2022. szeptember 6.  | 2022. október 2.     | Kelet-ukrajnai      | Ukrán győzelem                            |
| Balaklijai csata                       | Harkiv          | 2022. szeptember 6.  | 2022. szeptember 8.  | Kelet-ukrajnai      | Ukrán győzelem                            |
| Sevcsenkove-i csata                    | Harkiv          | 2022. szeptember 7.  | 2022. szeptember 8.  | Kelet-ukrajnai      | Ukrán győzelem                            |
| Kupjanszki csata                       | Harkiv          | 2022. szeptember 8.  | 2022. szeptember 16. | Kelet-ukrajnai      | Ukrán győzelem                            |
| Második limani csata                   | Doneck          | 2022. szeptember 10. | 2022. október 1.     | Kelet-ukrajnai      | Ukrán győzelem                            |
| Csata a Szvatove-Kreminna vonalon      | Luhanszk        | 2022. október 2.     |                      | Kelet-ukrajnai      | Folyamatban                               |
| Pavlivkai csata                        | Doneck          | 2022. október 29.    | 2022. november 14.   | Kelet-ukrajnai      | Orosz győzelem                            |
| Vuhledari csata                        | Doneck          | 2023. január 24.     | 2024. oktober 1.     | Kelet-ukrajnai      | Orosz győzelem                            |